# Новопавловка (Джанкойский район)
Новопа́вловка (укр. Новопавлівка, крымскотат. Novopavlovka, Новопавловка) — село в Джанкойском районе Республики Крым, входит в состав Стальненского сельского поселения (согласно административно-территориальному делению Украины — Стальненского сельского совета Автономной Республики Крым).

## Население
| 2001 | 2014 |
| ---- | ---- |
| 499  | ↘351 |

Всеукраинская перепись 2001 года показала следующее распределение по носителям языка
| Язык             | Процент |
| ---------------- | ------- |
| русский          | 47.49   |
| крымскотатарский | 31.06   |
| украинский       | 18.84   |
| белорусский      | 2.4     |

### Динамика численности
- 1926 год — 82 чел.[10]
- 2001 год — 499 чел.[11]
- 2009 год — 455 чел.[12]
- 2014 год — 351 чел.[13]

## Современное состояние
На 2017 год в Новопавловке числится 5 улиц; на 2009 год, по данным сельсовета, село занимало площадь 103,5 гектара на которой, в 147 дворах, проживало 455 человек, дом культуры, библиотека

## География
Новопавловка — село на востоке района, в степном Крыму, высота над уровнем моря — 12 м. Соседние сёла: Новофёдоровка в 2,5 км на юго-восток, Новоконстантиновка в 1,5 км на восток, Родное в 2,5 км на север и Стальное в 3,5 км на северо-запад. Расстояние до райцентра — около 22 километров (по шоссе), там же ближайшая железнодорожная станция. Транспортное сообщение осуществляется по региональной автодороге 35Н-180 Победное — Славянское (по украинской классификации — С-0-10456).

## История
Впервые в исторических документах селение встречается в Списке населённых пунктов Крымской АССР по Всесоюзной переписи 17 декабря 1926 года, согласно которому село Ново-Павловка входило в состав упразднённого к 1940 году Антониновского сельсовета Джанкойского района В селе числилось 13 дворов, все крестьянские, население составляло 82 человека, из них 81 русский и 1 грек. После создания в 1935 году Колайского района (переименованного 14 декабря 1944 года в Азовский), село включили в его состав. Встречается, как Ново-Павловка, на двухкилометровке РККА 1942 года.
После освобождения Крыма, 12 августа 1944 года было принято постановление № ГОКО-6372с «О переселении колхозников в районы Крыма» и в сентябре 1944 года в район приехали первые новоселы (162 семьи) из Житомирской области, а в начале 1950-х годов последовала вторая волна переселенцев из различных областей Украины. С 25 июня 1946 года село в составе Крымской области РСФСР, а 26 апреля 1954 года Крымская область была передана из состава РСФСР в состав УССР. Согласно справочнику «Крымская область. Административно-территориальное деление на 1 января 1968 года», село, как Павловка, было переименовано в Новопавловку в период с 1954 по 1960 годы. На 15 июня 1960 года Ново-Павловка в составе Просторненского сельсовета. Указом Президиума Верховного Совета УССР «Об укрупнении сельских районов Крымской области», от 30 декабря 1962 года Азовский район был упразднён и село вновь включили в состав Джанкойского. С 8 февраля 1973 года — в составе Стальненского сельсовета. С 12 февраля 1991 года село в восстановленной Крымской АССР, 26 февраля 1992 года переименованной в Автономную Республику Крым. С 21 марта 2014 года в составе Крыма аннексирована Россией.